# Lombardi Award
Il Lombardi Award è assegnato annualmente al miglior giocatore nel football americano universitario. Fino al 2016 era assegnato solo agli uomini di linea o ai linebacker. Il Lombardi Award fu assegnato per la prima volta dal Rotary Club a Houston nel 1970 poco dopo la morte di Vince Lombardi, al quale è intitolato anche il trofeo del vincitore del Super Bowl.

## Albo d'oro
| Anno | Giocatore         | College        |
| ---- | ----------------- | -------------- |
| 1970 | Jim Stillwagon    | Ohio State     |
| 1971 | Walt Patulski     | Notre Dame     |
| 1972 | Rich Glover       | Nebraska       |
| 1973 | John Hicks        | Ohio State     |
| 1974 | Randy White       | Maryland       |
| 1975 | Lee Roy Selmon    | Oklahoma       |
| 1976 | Wilson Whitley    | Houston        |
| 1977 | Ross Browner      | Notre Dame     |
| 1978 | Bruce Clark       | Penn State     |
| 1979 | Brad Budde        | USC            |
| 1980 | Hugh Green        | Pittsburgh     |
| 1981 | Kenneth Sims      | Texas          |
| 1982 | Dave Rimington    | Nebraska       |
| 1983 | Dean Steinkuhler  | Nebraska       |
| 1984 | Tony Degrate      | Texas          |
| 1985 | Tony Casillas     | Oklahoma       |
| 1986 | Cornelius Bennett | Alabama        |
| 1987 | Chris Spielman    | Ohio State     |
| 1988 | Tracy Rocker      | Auburn         |
| 1989 | Percy Snow        | Michigan State |
| 1990 | Chris Zorich      | Notre Dame     |
| 1991 | Steve Emtman      | Washington     |
| 1992 | Marvin Jones      | Florida State  |
| 1993 | Aaron Taylor      | Notre Dame     |
| 1994 | Warren Sapp       | Miami          |
| 1995 | Orlando Pace      | Ohio State     |
| 1996 | Orlando Pace      | Ohio State     |
| 1997 | Grant Wistrom     | Nebraska       |
| 1998 | Dat Nguyen        | Texas A&M      |
| 1999 | Corey Moore       | Virginia Tech  |
| 2000 | Jamal Reynolds    | Florida State  |
| 2001 | Julius Peppers    | North Carolina |
| 2002 | Terrell Suggs     | Arizona State  |
| 2003 | Tommie Harris     | Oklahoma       |
| 2004 | David Pollack     | Georgia        |
| 2005 | A.J. Hawk         | Ohio State     |
| 2006 | LaMarr Woodley    | Michigan       |
| 2007 | Glenn Dorsey      | LSU            |
| 2008 | Brian Orakpo      | Texas          |
| 2009 | Ndamukong Suh     | Nebraska       |
| 2010 | Nick Fairley      | Auburn         |
| 2011 | Luke Kuechly      | Boston College |
| 2012 | Manti Te'o        | Notre Dame     |
| 2013 | Aaron Donald      | Pittsburgh     |
| 2014 | Scooby Wright III | Arizona        |
| 2015 | Carl Nassib       | Penn State     |
| 2016 | Jonathan Allen    | Alabama        |
| 2017 | Bryce Love        | Stanford       |
| 2018 | Ugo Amadi         | Oregon         |
| 2019 | Joe Burrow        | LSU            |
| 2020 | Zaven Collins     | Tulsa          |
| 2021 | Aidan Hutchinson  | Michigan       |
| 2022 | Will Anderson Jr. | Alabama        |
| 2024 | Kelvin Banks Jr.  | Texas          |